# Waldemar de Brito
Waldemar de Brito (São Paulo, 17 de maio de 1913 — São Paulo, 21 de fevereiro de 1979), foi um futebolista e treinador de futebol brasileiro. Atuou como centroavante.

## Carreira
Jogou no São Paulo. Foi o artilheiro do Campeonato Paulista de Futebol pelo São Paulo em 1933 com 21 gols, se tornando o primeiro artilheiro do clube no campeonato.
Defendeu a Seleção Brasileira na Copa do Mundo de 1934.

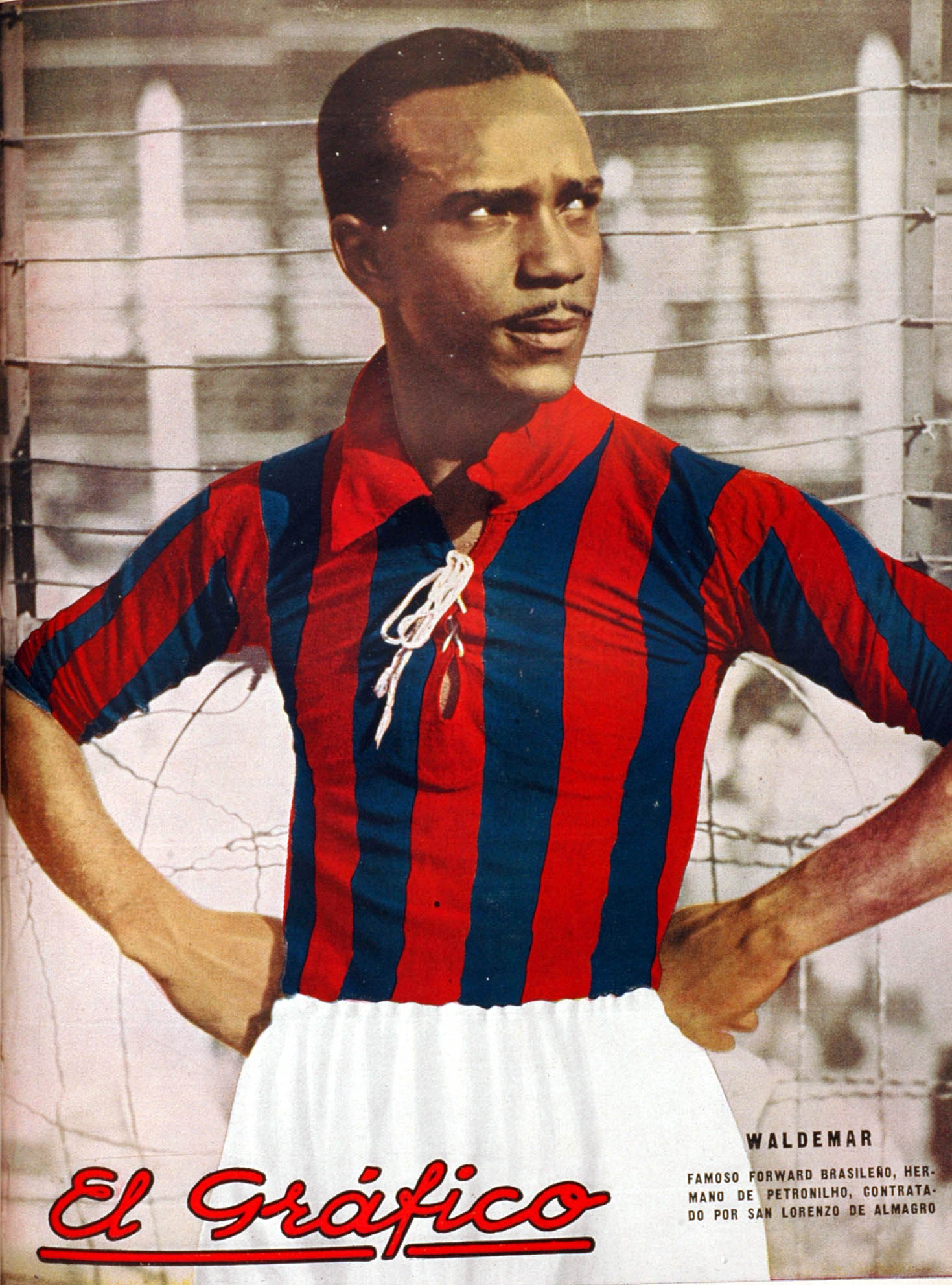
Waldemar em 1935 no San Lorenzo.

Defendeu também as cores do Botafogo do Rio de Janeiro, e o San Lorenzo da Argentina. Retornou ao futebol carioca em 1939 jogando pelo Flamengo, quando foi campeão estadual.
Voltou a jogar no futebol paulista pelo São Paulo no final de 1941, e na temporada de 1942 foi inesquecível para ele, porque o título do campeonato paulista não veio, mas mesmo assim manteve uma média de 26 gols em 26 partidas. No ano seguinte 1943, não jogou muito e viu o segundo título paulista do São Paulo no banco de reservas. Nessa sua segunda passagem pelo São Paulo, jogou 35 jogos, com 19 vitórias, 10 empates, 6 derrotas, com 29 gols.
Ainda em 1943 foi para a Portuguesa. Entre abril de 1945 e janeiro de 1946 defendeu o Palmeiras, clube pelo qual disputou apenas 15 partidas e marcou cinco gols. Em seguida, transferiu-se para a Portuguesa Santista onde encerrou a carreira.
Foi técnico do Bauru Atlético Clube, onde revelou em 1954 o jogador Dico, depois conhecido mundialmente como Pelé, o Atleta do Século.

## Títulos

### Artilharias
- Campeonato Paulista de 1933 (21 gols)
- Torneio Rio-São Paulo de 1933 (33 gols)